# Fastlane (2018)
Fastlane (2018) foi um evento de luta livre profissional produzido pela WWE e transmitido em formato pay-per-view e pelo WWE Network que ocorreu em 11 de março de 2018 na Nationwide Arena na cidade de Columbus, Ohio e que contou com a participação dos lutadores do programa SmackDown. Este foi o quarto evento da cronologia do Fastlane e o último pay-per-view exclusivo do SmackDown, de modo que todos os eventos futuros serão interpromocionais a partir do WrestleMania 34.
Sete lutas foram contestadas no evento, incluindo uma no pré-show. No evento principal, AJ Styles manteve o Campeonato da WWE em um desafio six pack contra Kevin Owens, Sami Zayn, Baron Corbin, Dolph Ziggler e o agente livre John Cena. Nos combates preliminares, Randy Orton derrotou Bobby Roode para conquistar seu primeiro Campeonato dos Estados Unidos, se tornando o décimo oitavo Grand Slam Champion no processo. Charlotte Flair também manteve o Campeonato Feminino do SmackDown contra Ruby Riott, onde logo após, a vencedora do Royal Rumble feminino Asuka, do programa do Raw, fez sua estreia no SmackDown para desafiar Flair pelo título no WrestleMania 34.

## Antes do evento
Fastlane teve combates de luta livre profissional de diferentes lutadores com rivalidades e histórias pré-determinadas que se desenvolveram no SmackDown – programa de televisão da WWE. Os lutadores interpretaram um vilão ou um mocinho seguindo uma série de eventos para gerar tensão, culminando em várias lutas.
No Royal Rumble, AJ Styles derrotou Kevin Owens e Sami Zayn em uma luta 2-contra-1 para reter o Campeonato da WWE, apesar de Kevin Owens, que sofreu o pin, não ser o homem legal. No episódio seguinte do SmackDown, Owens e Sami Zayn interromperam o vencedor da Royal Rumble masculina de 2018 Shinsuke Nakamura e disseram que deveriam ser co-Campeões da WWE, mas o árbitro falhou em seu trabalho. Styles e Nakamura mais tarde fizeram equipe para derrotar Owens e Zayn. Durante a luta, houve momentos de tensão entre Owens e Zayn como resultado da decisão do Gerente Geral Daniel Bryan que agendou-os para se enfrentarem na semana seguinte, em um combate que determinaria o desafiante ao Campeonato da WWE no Fastlane. O combate entres eles acabou em dupla desqualificação, no entanto, como Styles foi provocado por Zayn e atacou ambos os lutadores, Bryan marcou uma luta triple threat entre os três. O Comissário Shane McMahon então anunciou no Twitter que o vencedor do combate entre Dolph Ziggler e Baron Corbin na semana seguinte seria adicionado na luta pelo título, tornando-se uma luta fatal 4-way. Antes da luta começar, Owens e Zayn atacaram Corbin na área dos bastidores e depois foram atrás de Ziggler para evitar que os dois fossem adicionados. Em resposta, Shane programou Owens para enfrentar Corbin e Zayn para enfrentar Ziggler, com ambos Corbin e Ziggler sendo adicionados se vencessem seus respectivos combates, enquanto Owens e Zayn, caso interferissem na luta um do outro, seriam removidos da luta pelo título. Corbin e Ziggler venceram suas respectivas lutas, com o combate tornando-se uma luta fatal 5-way pelo Campeonato da WWE no Fastlane. No episódio de 27 de fevereiro, o agente livre John Cena, que não obteve sucesso em se tornar o desafiante principal ao Campeonato Universal do Raw, no Elimination Chamber duas noites antes, fez o seu retorno ao SmackDown, determinado a ganhar um combate no WrestleMania 34. Bryan deu a ele uma oportunidade de ser adicionado na luta pelo Campeonato da WWE Championship no Fastlane se ele derrotasse Styles em uma luta sem o título em jogo. Cena derrotou Styles, tornando a luta em um desafio six pack. Uma briga então começou entre os seis lutadores. Para evitar ser interrompido, Cena usou seu status de agente livre e apareceu no episódio de 5 de março do Monday Night Raw e disse que ele iria quebrar o seu e o recorde de Ric Flair e se tornar 17 vezes campeão mundial, e que Styles deveria usar sua cláusula de revanche para fazer o combate pelo Campeonato da WWE no WrestleMania se tornar uma luta triple threat com Nakamura. No último SmackDown antes do Fastlane, Owens e Zayn causaram uma dupla desqualificação em uma luta entre Styles e Ziggler; uma luta five-way com a adição de Baron Corbin foi marcada, onde Zayn foi vitorioso.
Imediatamente após o Royal Rumble, o Gerente Geral Daniel Bryan anunciou que haveria a primeira "SmackDown Top Ten List" (Lista dos top 10 do SmackDown), com os votos sendo do plantel do SmackDown. Bryan disse que a lista mostra quem os lutadores achavam que deveria ter uma oportunidade de título, mas nenhum lutador podia votar em si mesmo. A Top Ten List foi revelada em 6 de fevereiro no episódio do SmackDown. Na semana seguinte, o Campeão dos Estados Unidos Bobby Roode, Jinder Mahal e Randy Orton trocaram farpas após Mahal fazer piada de suas posições na lista, apesar de Mahal não estar nela; Orton e Roode foram 9 e 5, respectivamente. O segmento acabou após Orton atacar todos com um RKO, sendo então atacado por um Khallas de Mahal. No episódio seguinte, Mahal mais uma vez chamou Roode e Orton, e uma briga começou onde Roode atacou Orton com um Glorious DDT, sendo atacado por Mahal que aplicou um Khallas em Roode, saindo por cima novamente. Apesar disso, o Comissário Shane McMahon programou Roode para enfrentar Orton pelo Campeonato dos Estados Unidos no Fastlane. Na semana seguinte em uma entrevista nos bastidores, Roode disse que, para ser o maior campeão dos Estados Unidos de todos os tempos, ele teria que vencer o melhor e disse que Orton era um dos melhores de todos os tempos. Orton interrompeu e disse que o título americano era o único título que ele nunca tinha conquistado durante sua carreira na WWE e que o levaria de Roode no Fastlane. No último SmackDown antes do Fastlane, Mahal derrotou Orton devido a uma interferência de Roode.
Ao longo de 2017, The Usos (Jey Uso e Jimmy Uso) e The New Day (Big E, Kofi Kingston e Xavier Woods) lutaram em vários eventos com o Campeonato de Duplas do SmackDown em jogo, com a rivalidade original entre eles terminando no Hell in a Cell onde The Usos foram vitoriosos. A rivalidade seguinte dos Usos foi com Chad Gable e Shelton Benjamin, que não obtiveram sucesso em conquistar o título no Royal Rumble. Em 20 de fevereiro no episódio do SmackDown, o New Day (Big E e Woods) derrotaram Gable e Benjamin para se tornarem os desafiantes ao Campeonato de Duplas do SmackDown dos Usos no Fastlane. Na semana seguinte, o New Day que queriam ser Campeões de Duplas do SmackDown indo para a WrestleMania 34. Os Usos interromperam e disseram que estão na WWE há vários anos, mas nunca tiveram um lugar no card principal da WrestleMania e disseram que não seria o caso da WrestleMania 34. Quando as duas equipes se encararam, foram interrompidas pelos The Bludgeon Brothers (Harper e Rowan) e recuaram.
No Royal Rumble, Asuka do programa do Raw venceu a primeira luta Royal Rumble feminina e conquistou o direito de escolher lutar pelo Campeonato Feminino do Raw ou pelo Campeonato Feminino do SmackDown no WrestleMania 34. Na noite seguinte no Raw, a Comissária do programa Stephanie McMahon convenceu Asuka a esperar até o pay-per-view do Raw Elimination Chamber para fazer sua decisão. Na noite seguinte no SmackDown, a Campeã Feminina do SmackDown Charlotte Flair questionou quem seria sua oponente no WrestleMania. The Riott Squad (Ruby Riott, Sarah Logan e Liv Morgan) interrompeu e disse que Flair não deixaria que a mesma lutasse no WrestleMania antes de atacá-la. Durantes as duas semanas seguintes, Flair derrotou Morgan e Logan em lutas sem o título em jogo. No episódio de 20 de fevereiro, Flair fez equipe com Becky Lynch e Naomi em uma luta six-woman tag team contra The Riott Squad onde Riott fez o pin em Lynch. Mais tarde naquele episódio, Flair se ofereceu para colocar seu título em jogo no Fastlane contra Riott, que aceitou.
Em 27 de fevereiro no episódio do SmackDown, Shinsuke Nakamura derrotou Aiden English. Na semana seguinte, English e Rusev interromperam uma entrevista de Nakamura nos bastidores, onde Rusev desafiou Nakamura para um combate no Fastlane por danificar as cordas vocais de English e Nakamura aceitou.
Em 6 de março no episódio do SmackDown, Becky Lynch derrotou Carmella por submissão. Após isso, uma luta de duplas entre Becky Lynch e Naomi contra Natalya e a Ms. Money in the Bank Carmella foi marcada para o Fastlane.

## Evento
| Papel:             | Nome:                        |
| ------------------ | ---------------------------- |
| Comentaristas      | Tom Phillips                 |
| Comentaristas      | Corey Graves                 |
| Comentaristas      | Byron Saxton                 |
| Comentaristas      | Carlos Cabrera (espanhol)    |
| Comentaristas      | Marcelo Rodríguez (espanhol) |
| Comentaristas      | Tim Haber (alemão)           |
| Comentaristas      | Calvin Knie (alemão)         |
| Anunciador         | Greg Hamilton                |
| Árbitros           | Danilo Anfibio               |
| Árbitros           | Jason Ayers                  |
| Árbitros           | Mike Chioda                  |
| Árbitros           | Ryan Tran                    |
| Repórteres         | Renee Young                  |
| Repórteres         | Charly Caruso                |
| Repórteres         | Dasha Fuentes                |
| Painel do pré-show | Renee Young                  |
| Painel do pré-show | Booker T                     |
| Painel do pré-show | Sam Roberts                  |
| Painel do pré-show | David Otunga                 |

### Pré-show
Durante o pré-show, Breezango (Fandango e Tyler Breeze) fizeram equipe com Tye Dillinger para enfrentar Chad Gable, Shelton Benjamin e Mojo Rawley. Dillinger executou um Tye Breaker em Rawley para vencer.

### Lutas preliminares
O pay-per-view teve início com um combate entre Shinsuke Nakamura e Rusev. No final, Nakamura aplicou o Kinshasa em Rusev para vencê-lo.
No combate seguinte, Bobby Roode defendeu o Campeonato dos Estados Unidos contra Randy Orton. Depois de pegar Roode em um RKO quando o mesmo tentava executar um golpe da terceira corda, Orton conquistou seu primeiro Campeonato dos Estados Unidos e se tornou o décimo oitavo Grand Slam Champion no processo. Após o combate, Jinder Mahal veio ao ringue para atacar Orton. Roode então executou o Glorious DDT em ambos Mahal e Orton.
Após isso, Becky Lynch e Naomi enfrentaram Natalya e Carmella. Após Natalya distrair Lynch com a maleta do Money in the Bank de Carmella, a último aplicou um superkick em Lynch para conquistar a vitória.
No quarto combate, The Usos (Jey e Jimmy Uso) defenderam o Campeonato de Duplas do SmackDown contra The New Day (representado por Kofi Kingston e Xavier Woods). No final, com todos os quatro lutadores fora do ringue, a luta acabou sem vencedor quando os The Bludgeon Brothers (Harper e Rowan) vieram e atacaram ambas as equipes, com Woods sendo levado para um centro médico local.
No penúltimo combate, Charlotte Flair defendeu o Campeonato Feminino do SmackDown contra Ruby Riott. Durante a luta, Liv Morgan e Sarah Logan do The Riott Squad apareceram para ajudar Riott. Becky Lynch e Naomi vieram para ajudar a campeã, mas isso acabou com todas sendo expulsas do lado de fora do ringue. No final, Flair reteve seu título após Riott desistir em um Figure Eight Leg Lock. Após o combate, Asuka do Raw fez a sua estréia no SmackDown. Como vencedora da luta Royal Rumble feminina, ela decidiu desafiar Flair pelo Campeonato Feminino do SmackDown no WrestleMania 34.

### Luta principal
No evento principal, AJ Styles defendeu o Campeonato da WWE em um six-pack challenge contra o agente livre John Cena, Kevin Owens, Sami Zayn, Baron Corbin e Dolph Ziggler. Cena imediatamente aplicou uma série de Attitude Adjustments em todos exceto Styles. Mais tarde durante o combate, Owens e Zayn se viraram um contra o outro, com Zayn inicialmente fingindo estar ao lado de Owens, logo após o atacando e executando um roll-up, mas o Comissário Shane McMahon se envolveu continuamente nisso, interrompendo pinfalls envolvendo Owens e Zayn. Na continuação, Cena aplicou um Attitude Adjustment em Ziggler. Quando ele estava prestes a aplicar o movimento novamente em Ziggler, Owens veio e aplicou um pop up powerbomb em Cena. Styles então atacou Owens com o Phenomenal Forearm para reter o Campeonato da WWE, solidificando seu combate contra Shinsuke Nakamura no WrestleMania 34.

## Resultados
| Nº                                          | Resultados | Estipulações                                              | Tempo |
| ------------------------------------------- | --- | --------------------------------------------------------- | ----- |
| Pré- show                                   | Tye Dillinger e Breezango (Fandango e Tyler Breeze) derrotaram Mojo Rawley, Chad Gable e Shelton Benjamin         | Luta de trios                                             | 7:25  |
| 1                                           | Shinsuke Nakamura derrotou Rusev (com Aiden English)                                                              | Luta individual                                           | 14:50 |
| 2                                           | Randy Orton derrotou Bobby Roode (c)                                                                              | Luta individual pelo Campeonato dos Estados Unidos da WWE | 19:15 |
| 3                                           | Natalya e Carmella derrotaram Becky Lynch e Naomi                                                                 | Luta de duplas                                            | 8:55  |
| 4                                           | The Usos (Jey Uso e Jimmy Uso) (c) vs. The New Day (Kofi Kingston e Xavier Woods) (com Big E) acabou sem vencedor | Luta de duplas pelo Campeonato de Duplas do SmackDown     | 9:00  |
| 5                                           | Charlotte Flair (c) derrotou Ruby Riott (com Liv Morgan e Sarah Logan)                                            | Luta individual pelo Campeonato Feminino do SmackDown     | 13:45 |
| 6                                           | AJ Styles (c) derrotou Kevin Owens, John Cena, Dolph Ziggler, Baron Corbin e Sami Zayn                            | Desafio six pack pelo Campeonato da WWE                   | 21:55 |
| (c) – Refere-se aos campeões antes da luta. | |                                                           |       |